# 寶廷
寶廷（1840年—1890年），字竹坡，号偶斋，爱新觉罗氏，满洲镶蓝旗人，清朝政治人物、诗人，進士出身。

## 生平
清郑亲王济尔哈朗八世孙，年少时，家中祖宅遭焚毁，家道中落，寶廷乃发愤读书。二十二岁中举。二十六岁中同治七年（1868年）进士。
累官内阁学士、礼部侍郎等职务。以直谏著称，力主除弊、御外，和张之洞、张佩纶等官员被当时人视为“清流党”。黃體芳、寶廷、張之洞、張佩綸合稱〈清流四諫〉或〈翰林四諫〉，以敢言著稱
光绪八年（1882年）主持福建乡试，途中将船女纳为妾，回北京后上书自劾罢官，老景凄凉。
寶廷入仕前，作《补履》诗，抒发救弊抱负：“履兮！履兮！吾补汝未识，汝可知吾苦。此生事事不周全，茫茫宇宙谁肯补？”为官期间，写下《质女行》、《中州女》、《肩担儿》等诗作描写灾年的民瘼。《经三叉河口有感》、《表忠观题壁》、《题焦山文文山墨迹》、《五人墓》等诗以抒爱国情怀。晚年贫居时作有《无衾叹》、《无火叹》、《冬日叹》、《雨夜书怀》等诗。短诗《糖胡卢》：“胡卢穿累累，咀嚼蜜满口。外视尽光华，中心隐枯朽。”汪辟疆曾说：“语近代旗籍诗人，偶斋高踞一席无愧也。”

## 著作
- 《偶斋诗草》
- 《长白先生奏议》[1]

## 家庭
- 父道光十二年（1832年）壬辰恩科进士宗室常祿。母那穆都魯氏；其父祥璽，胞姊那穆都魯氏嫁正藍旗滿洲覺羅普文（父覺羅懷勳，祖乾隆乙未科進士文敏公覺羅長麟）。
- 子光緒戊戌進士宗室壽富，著有《日本风土志》四卷。妻崔佳氏（父镶红旗满洲、同治七年進士文直公聯元）。
- 堂兄宗室寶森，咸豐十年（1860年）庚申恩科進士，官盛京刑部侍郎。

## 延伸阅读
[在维基数据编辑]
 《清史稿/卷444》，出自趙爾巽《清史稿》